# Année mondiale de l'astronomie
Pour les articles homonymes, voir AMA et IYA.

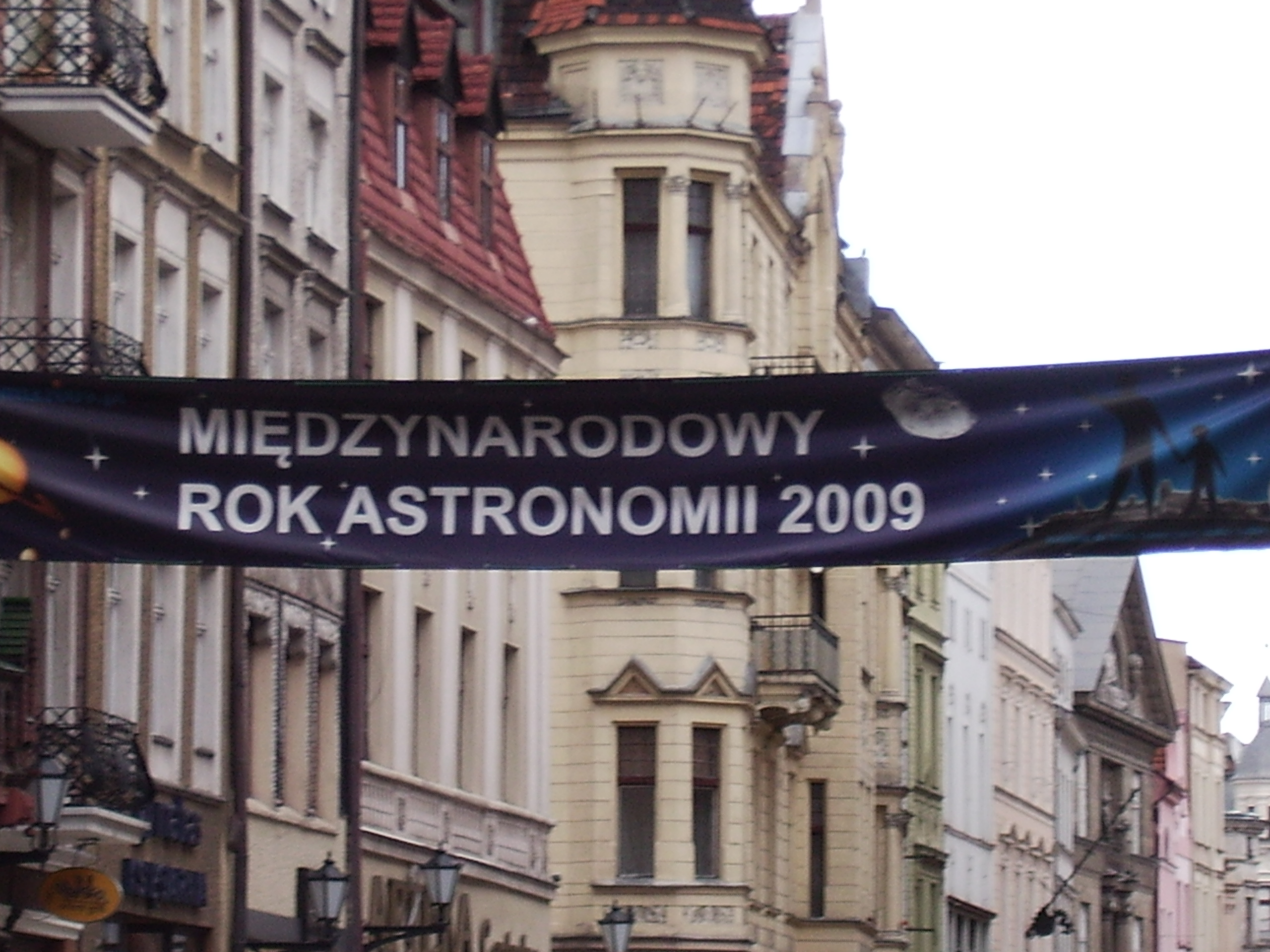
Annonce à Torun.

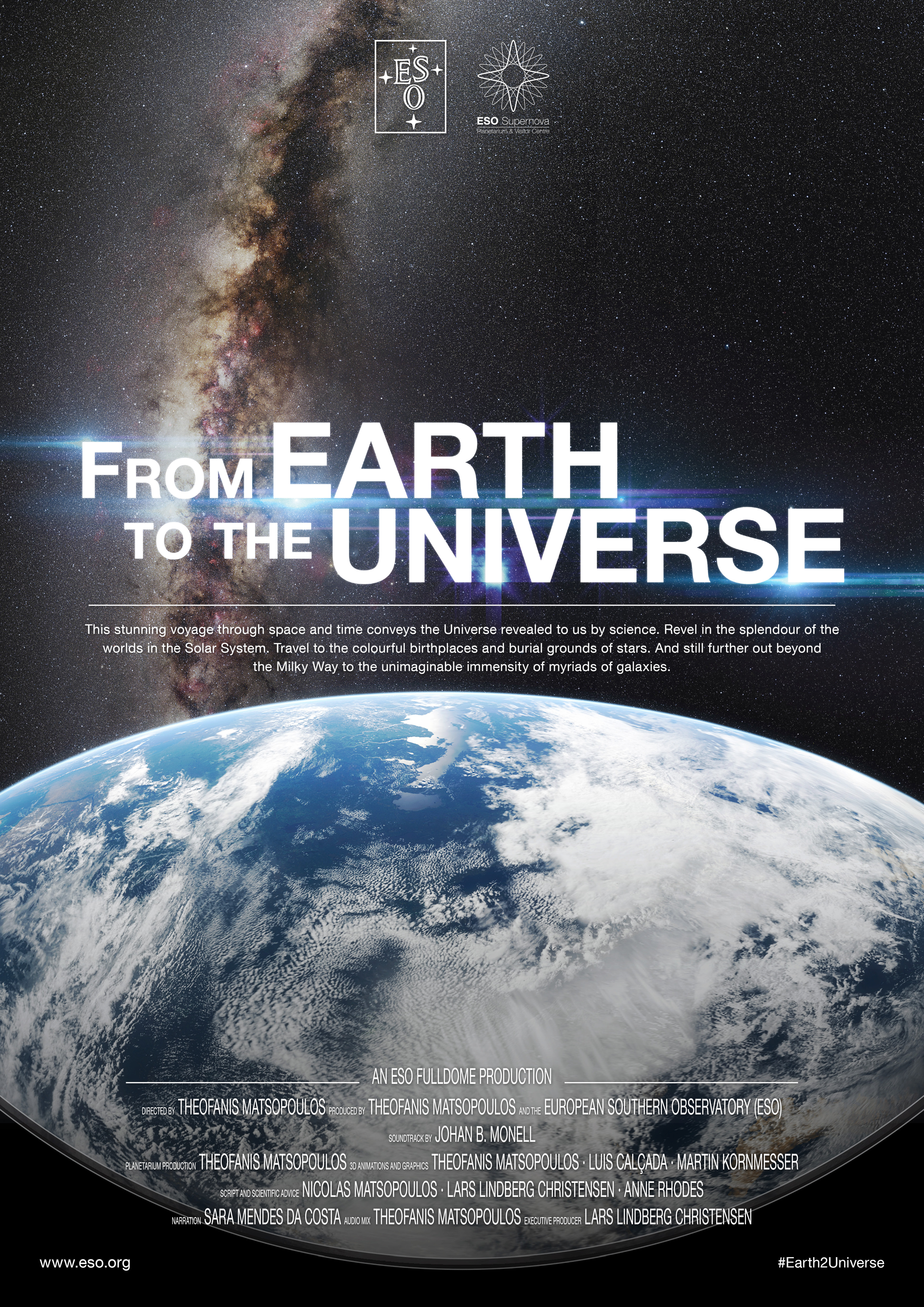
Affiche du film From Earth to the Universe.

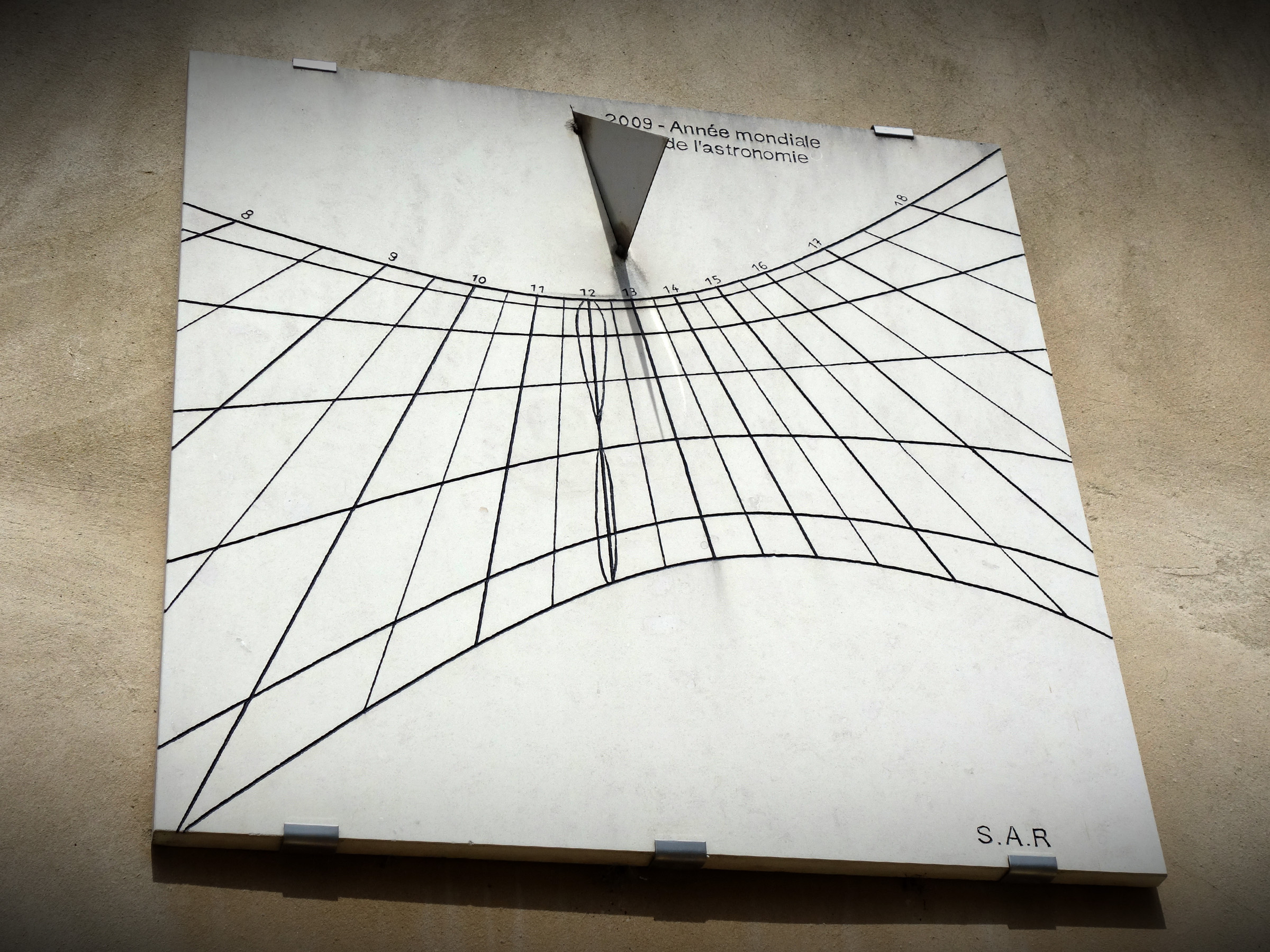
Le cadran solaire sur « La Maison du Parc de Beauregard » installé à Rennes en 2009

L'année 2009 a été déclarée Année mondiale de l'astronomie (AMA09 ou IYA09 en anglais) par l'UNESCO, l'organisme des Nations unies pour l'éducation, les sciences et la culture. Elle coïncide avec le 400e anniversaire des premières observations faites avec une lunette astronomique. Le premier à avoir ainsi observé le ciel était Thomas Harriot, suivi, quelques mois plus tard,  de Galilée (1564-1642). Ils découvrirent ainsi les montagnes lunaires, les taches solaires, les phases de Vénus, les satellites de Jupiter (1609).
La demande à l'UNESCO a été faite par le gouvernement italien, et acceptée pendant la 33e session des conférences générales de l'UNESCO. L'Assemblée générale des Nations unies, en date du 19 décembre 2007 a validé cette décision.
L'Union astronomique internationale (UAI) coordonne les activités de l'Année mondiale de l'astronomie. Cette entreprise est l'occasion pour tous les citoyens du monde de redécouvrir leur place dans l'Univers par l'observation du ciel, de jour et de nuit, et faire sentir à chacun l'émerveillement de la découverte. Ce sera aussi une plateforme pour informer le public sur les plus récentes découvertes en astronomie, et mettre en évidence le rôle essentiel de l'astronomie dans l'éducation des sciences.

## 1609: Galilée, une révolution conceptuelle
En 1609, les découvertes faites avec la lunette ont changé à jamais la vision que les hommes avaient du monde : la Lune avait des montagnes tout comme la Terre, la Voie lactée se composait de beaucoup plus d'étoiles que l'on ne pensait exister à l'époque, Jupiter avait des satellites en orbite, tout comme les planètes tournent autour du Soleil. La même année, Johannes Kepler publiait son œuvre « Astronomia nova » dans laquelle il décrivait deux des lois fondamentales des
orbites planétaires.
L'astronomie était déjà une science instrumentale, puisqu'elle utilisait déjà des gnomons, des astrolabes, des sphères armillaires, des quadrants, des bâtons de Jacob, des horloges, etc. Mais elle l'est devenue encore davantage avec les instruments d'optique. Les astrophysiciens n'ont eu de cesse de construire des instruments toujours plus performants.

## L'astronomie, science universelle
L'astronomie, la plus ancienne science de l'histoire, a joué un rôle important dans pratiquement toutes les cultures.
L'Année mondiale de l'astronomie célèbrera les contributions de l'astronomie dans la société et la culture, en stimulant l'intérêt de tous, et en particulier les jeunes, non seulement vers l'astronomie mais aussi les sciences en général.
L'Année mondiale de l'astronomie soulignera l'aspect pacifique de cette discipline, et coordonnera les efforts conjoints des astronomes amateurs et professionnels, unis dans le but de trouver des réponses aux questions les plus fondamentales que l'humanité ne s'est jamais posée.

## Buts et objectifs de l'Année mondiale de l'astronomie
AMA09 sera tout d'abord une activité pour tous les citoyens de la planète Terre, qui incitera à l'excitation de la découverte personnelle, au plaisir de partager des connaissances fondamentales sur l'Univers, notre place dans celui-ci, et la valeur de la culture scientifique.
Les buts principaux d'AMA09 sont :
1. Augmenter la conscience scientifique.
2. Favoriser l'accès à de nouvelles connaissances et aux observations.
3. Renforcer les communautés astronomiques dans les pays en voie de développement.
4. Soutenir et améliorer l'éducation formelle et informelle de la science.
5. Fournir une image moderne de la science et des scientifiques.
6. Faciliter les nouveaux réseaux et renforcer les existants.
7. Augmenter le pourcentage des femmes scientifiques à tous les niveaux et favoriser une plus grande participation des minorités sous-représentées dans les carrières scientifiques et technologiques.
8. Faciliter la conservation et la protection du patrimoine culturel et naturel mondial, en particulier la qualité du ciel nocturne (pour les ondes visibles) et plus généralement combattre la pollution électromagnétique (dans le domaine radio) : dans les endroits tels que les emplacements urbains, les parcs nationaux et les sites astronomiques.

## Organisation de l'Année mondiale de l'astronomie
En France, plusieurs comités sont chargés d'initier et d'animer les principales activités d'AMA09
(comme les visites de planétariums, d'observatoires publics, etc.) à tous les niveaux : 
local, régional, ou national.
Au niveau mondial, l'UAI est le coordinateur et le catalyseur de toutes ces activités, et rassemble déjà
les nombreux efforts de diffusion et d'éducation
de par le monde, y compris ceux des astronomes amateurs : plus de 100 pays sont impliqués.
Une aide particulière est destinée aux pays émergents, dont les organisations
en astronomie sont moins établies.

## 100 heures d'observations du ciel pour tous
L'action de l'AMA09 est notamment d'aider les citoyens du monde à redécouvrir leur place dans l'univers par l'observation du ciel, de jour et de nuit, et faire sentir à chacun l'émerveillement de la découverte.
Début avril 2009, il est prévu que 100 heures soient consacrées à des observations du ciel nocturne par le plus grand nombre possible d'amateurs d'astronomie, en phase avec des efforts de réduction des lumières parasites. Ce projet, « 100h d'astronomie pour tous », est un projet global pour toute la planète. Ces 100 heures se sont déroulées du 2 avril 2009 au 5 avril 2009, avec la Lune à son premier quartier le 2 avril.

## La nuit des étoiles
En juillet 2009, aura lieu la XIXe édition de la Nuit des étoiles. En plus d'être un moment fédérateur et incontournable pour les acteurs de terrain, les Nuits des étoiles sont devenues un rendez-vous estival apprécié et inscrit dans de nombreux agendas. Chaque année, des centaines de milliers de personnes se déplacent sur les sites d'observations lors des 500 manifestations organisées en France.
Chaque Nuit des étoiles développe un thème particulier selon l'actualité astronomique. Pour 2009, elle aura exceptionnellement lieu en juillet pour célébrer le 40e anniversaire du premier pas de l'homme sur la Lune avec Apollo 11. Les observations se dérouleront du 24 au 26 juillet 2009.

## Les nuits galiléennes
Faisant suite au grand succès (prévu) des 100h d'astronomie en avril 2009, le Comité français AMA09 a décidé de répéter cet événement les 23 et 24 octobre 2009, afin de montrer que le ciel change en 6 mois, et de permettre au plus grand nombre de personnes possible de regarder dans un télescope pour voir ce que Galilée a vu : les quatre lunes galiléennes de Jupiter.

## Enseignants: l'Univers à portée de main
Les enseignants des collèges et lycées sont invités à s'impliquer en s'aidant des exercices pédagogiques préparés par Hands-On Universe EU-HOU, le programme éducatif européen qui permet aux élèves de comprendre l'Univers tout en utilisant des méthodes et concepts issus des sciences, des mathématiques et de la technologie.